# Mogarraz
Mogarraz – gmina w Hiszpanii, w prowincji Salamanka, w Kastylii i León, o powierzchni 9,05 km². W 2011 roku gmina liczyła 314 mieszkańców.